# Ару (Арјеж)
Ару (фр. Arrout) насеље је и општина у јужној Француској у региону Миди Пирене, у департману Арјеж која припада префектури Сен Жирон.
По подацима из 2011. године у општини је живело 74 становника, а густина насељености је износила 24,5 становника/km². Општина се простире на површини од 3,02 km². Налази се на средњој надморској висини од 600 метара (максималној 959 m, а минималној 480 m).

## Демографија
| 1962. | 1968. | 1975. | 1982. | 1990. | 1999. | 2011. |
| ----- | ----- | ----- | ----- | ----- | ----- | ----- |
| 36    | 52    | 44    | 47    | 64    | 60    | 74    |

График промене броја становника у току последњих година